# Юзес, Жан-Шарль де Крюссоль
Жан-Шарль де Крюссоль (фр. Jean-Charles de Crussol; 29 декабря 1675 — 20 июля 1739, Юзес), герцог д'Юзес — французский офицер, первый светский пэр Франции.

## Биография
Второй сын Эмманюэля II де Крюссоля, герцога д’Юзеса, и Мари-Жюли де Сен-Мор.
Был крещен 9 февраля в Париже в королевской и приходской церкви Сен-Жермен-л’Осеруа. Восприемниками при крещении были Жан де Пардайян, граф де Парабер, маркиз де Ламот-Сен-Тере, первый барон Арманьяка, генеральный наместник в Верхнем Пуату, и Маргерит д’Апшье, герцогиня д’Юзес
Принц де Суайекур, граф де Крюссоль, сеньор и барон де Флорансак, Виа, Эмарг, Бельгард, Ремулен, Сернак, Сен-Женьес и Пюикорне, сеньор д’Асье и де Кадена, де Пон-Сен-Мексанс, Бренуй, Мениль-ле-Пон.
Губернатор и генеральный наместник Сентонжа и Ангумуа и отдельно городов и замков Сента и Ангулема.
После смерти старшего брата унаследовал титулы герцога и пэра, получил его кавалерийский полк и должности. 18 апреля 1694 принес присягу в парламенте в качестве герцога и пэра.
Участвовал в осадах Шарлеруа, Ата, Диксмёйде и Дейнзе, бомбардировке Брюсселя, марше от Пон-д’Эспьера под командованием дофина, победе над принцем де Водемоном при Дейнзе. Находился на военной службе до конца 1702 года, когда падение с лошади в лагере под Хагенау вынудило его выйти в отставку с позволением продать свой полк.
На церемонии погребения Людовика XIV нес королевскую корону.
12 июня 1724 был пожалован в рыцари орденов короля; инсигнии ордена Святого Духа получил из рук Людовика XV в часовне Версальского дворца. В том же году, женив своего наследника, отказался в его пользу от титулов герцога и пэра; королевским патентом от 18 декабря 1724 за ним были сохранены положенные этим титулам почести.
Последние годы провел в Юзесе, посвятив себя религии. С согласия местного епископа получил в 1725 году папскую буллу, разрешавшую служить мессы в герцогском замке. Вскоре согласие между герцогом и епископом сменилось традиционной враждой и судебными тяжбами.

## Семья
1-я жена (контракт 17.01.1696, Версаль, в присутствии Людовика XIV и высшей знати): Анн-Ипполита де Гримальди (1664—23.07.1700), умерла при родах, дочь Луи де Гримальди, князя Монако, герцога де Валентинуа, и Катрин-Шарлотты де Грамон
Дети:
- Маргерит (р. 1696, ум. юной)
- Анн-Шарлотта (ум. 15.03.1706)
- сын (р. и ум. 23.07.1700)

2-я жена (13.03.1706): Анн-Мари-Маргерит де Бюйон (1684—3.08.1760), дочь Шарля-Дени де Бюйона, маркиза де Фервака и Галлардона, губернатора Мена, Перша и Лаваля, прево Парижа, и Мари-Анн Руйе
Дети:
- Шарль-Эмманюэль (11.01.1707—3.02.1762), герцог д’Юзес. Жена 1) (1725): Эмили де Ларошфуко (1700—1753), дочь герцога Франсуа VIII де Ларошфуко и Мадлен-Шарлотты Летелье де Лувуа; 2) (1759): Мари-Габриель-Маргерит де Гедон, дочь Анри де Гедона и Габриели де Ларнак
- Анн-Мари-Луиза (р. 5.08.1708, вскоре умерла)
- Анн-Луиза-Ортанс (р. 25.07.1709, ум. через шесть недель)
- Анн-Мари-Антуанетта (р. 25.07.1709, ум. через шесть недель), сестра-близнец предыдущей
- Луи-Эмманюэль (14.03.1711—22.11.1743), называемый маркизом д’Асье. Капитан корабля. Был холост
- Франсуа-Александр (21.09.1712—21.12.1714), называемый маркизом д’Асье
- Анн-Жюли-Франсуаза (11.12.17132.01.1797), дама де Видвиль, называемая мадемуазелью д’Юзес. Муж (19.02.1732): Луи-Сезар де Лабом-Леблан (1780—1780), герцог де Вожур
- Анн-Шарлотта-Эмили (р. 13.05.1717, ум. через 15 месяцев), называемая мадемуазелью де Крюссоль